# Habropoda imitatrix
Habropoda imitatrix là một loài Hymenoptera trong họ Apidae. Loài này được Lieftinck mô tả khoa học năm 1974.